# Phaegorista prouti
Phaegorista prouti är en fjärilsart som beskrevs av James John Joicey och Talbot 1921. Phaegorista prouti ingår i släktet Phaegorista och familjen nattflyn. Inga underarter finns listade i Catalogue of Life.